# Ch-integral
Die nationale Tariforganisation ch-integral koordiniert die Geschäftsstelle der Alliance Swisspass, der Branchenorganisation des öffentlichen Verkehrs.

## Gründungsgeschichte
Die Koordination des Nationalen Direkten Verkehrs (NDV), dieses Zusammenschlusses Schweizer Transportunternehmen, oblag während langer Zeit den Schweizerischen Bundesbahnen, die diese Aufgabe als geschäftsführende Stelle stellvertretend für alle beteiligten Transportunternehmen ausführte. Mit dem stetigen Wachstum auf 247 beteiligte Unternehmen (Stand Dezember 2017) wurde auch der Organisationsaufwand der Geschäftsstelle immer grösser. Gleichzeitig wurde eine von allen am DV teilnehmenden Unternehmen unabhängige Instanz gefordert, die unparteiisch zugunsten der Kundschaft arbeiten und koordinieren soll. Deshalb wurde 2005 die Geschäftsstelle des DV von der SBB abgekoppelt und als Abteilung dem Verband öffentlicher Verkehr (VöV) angeschlossen. Aufgrund des weiteren Wachstums sowohl des DV als auch der Geschäftsstelle wurde die Abteilung ch-direct per 1. Juni 2016 schliesslich auch vom VöV losgelöst und in eine eigenständige Organisation in der Rechtsform eines Vereins überführt.
Per Dezember 2019 hat die Geschäftsstelle ihren Sitz an die Länggassstrasse 7 verlegt und neue Büroräumlichkeiten bezogen. An der Vereinsversammlung vom 6. Juni 2019 wurde zudem beschlossen, den Verein per Jahreswechsel in ch-integral umzutaufen. Dies in Zusammenhang mit der Neuorganisation der öV-Branche, welche per 1. Januar 2020 in Kraft getreten ist.

## Organisation und Mitgliedschaft
ch-integral ist in der Rechtsform eines Vereins im Sinne von Artikel 60ff. des Schweizerischen Zivilgesetzbuches (ZGB) organisiert. Sitz des Vereins ist in Bern, die Büroräumlichkeiten befinden sich im Länggass-Quartier an der Länggassstrasse 7. Operativ geführt wird ch-integral vom Geschäftsführer Helmut Eichhorn.
Organisiert ist die Tariforganisation in drei Abteilungen sowie eine Führungsunterstützungseinheit. 36 festangestellte Personen arbeiten in der Geschäftsstelle.
Mitglied des Vereins können alle Transportunternehmen und Verbünde werden, die am gesamten Direkten Verkehr oder an einzelnen direkten Tarifen teilnehmen, sowie der Branchenverband. Derzeit besteht der Verein aus 74 Mitgliedern.

## Aufgaben des Vereins
Für viele Entscheide im öffentlichen Verkehr, wie beispielsweise Preismassnahmen, Sortimentsanpassungen oder Passagierrechte, zeichnet nicht ein einzelnes Unternehmen, sondern die gesamte Branche verantwortlich. Beschlüsse über Themen der Tarife, Sortimente oder Vertriebskanäle werden in gemeinsamen Gremien gefällt. Als Sprachrohr dieser Gremien obliegt es ch-integral, über die dort getroffenen Entscheide zu informieren. Deshalb tritt ch-integral gegenüber der Öffentlichkeit als «nationale Tariforganisation des öffentlichen Verkehrs» auf und informiert in regelmässigen Abständen über entsprechende Änderungen für die Kunden.
Mit den Dienstleistungen für die Reisenden und die Branche engagiert sich ch-integral für Einheitlichkeit, Einfachheit, Wirtschaftlichkeit und kundenorientierte Fortschritte im Tarifsystem, beim Billettsortiment, dem Vertrieb und bei der Einnahmenverteilung. Primäre Aufgaben der Tariforganisation sind:
- Vertretung der Branche des Direkten Verkehrs gegen aussen
- Kommunikation von Entscheiden aus den verschiedenen Gremien
- Unterstützung der Weiterentwicklung des Direkten Verkehrs
- Förderung der Zusammenarbeit zwischen DV und Verbünden
- Verteilung der Einnahmen und Kosten im DV auf die teilnehmenden Transportunternehmen.

### Aufgaben gemäss Übereinkommen 510
Grundlage der Organisation des Vereins bildet das Übereinkommen 510, in dessen Anlage 7 das Pflichtenheft der Geschäftsstelle des Direkten Verkehrs enthalten ist.

### Schwarzfahrer-Register
Der Verein führt das neu gegründete nationale Schwarzfahrer-Register. Darin werden seit April 2019 alle Schwarzfahrer zentral registriert. Bis im August 2019 wurden von den bisher 80 beteiligten Transportunternehmen 277.000 Personendaten eingetragen.